# Hitman 3
Hitman 3 – komputerowa gra akcji wyprodukowana przez duńskie studio IO Interactive. Gra została wydana 20 stycznia 2021 roku przez Warner Bros na platformy PC, PlayStation 4, PlayStation 5, Xbox One, Xbox Series X/S oraz Nintendo Switch. Należy do serii Hitman i kończy trylogię rozpoczętą w 2016 roku.

## Fabuła
Podczas wydarzeń w Hitmanie 2, zawodowy zabójca Agent 47 i jego przełożona, Diana Burnwood, odchodzą z Międzynarodowej Agencji Kontraktowej (ICA) i łączą siły z najemnikiem Lucasem Grayem. Ich głównym celem jest zniszczyć Providence – sojusz dyrektorów korporacji i przemysłowców, którzy posiadają ogromne globalne wpływy polityczne, wojskowe i gospodarcze. Podczas gdy 47 i Gray szukają zemsty za stworzenie i wykorzystywanie ich obu jako sklonowanych zabójców od urodzenia, Diana jest motywowana zabójstwem jej rodziców przez Providence, nieświadoma, że 47 dokonał tego zabójstwa. Razem udaje im się złapać Arthura Edwardsa, pośrednika Providence, zwanego Stałą (ang. Constant), który zidentyfikował trzech partnerów prowadzących Providence – Carla Ingrama, Marcusa Stuyvesanta i Alexę Carlisle. Edwards jednak później ucieka i szybko przejmuje majątek korporacyjny partnerów.

## Rozgrywka
Rozgrywka w Hitman 3 jest podobna do tej z poprzedniej części, będącą przygodową grą akcji opartą na skradaniu. Gracz kontroluje Agenta 47, zabójcę kontraktowego pracującego dla Międzynarodowej Agencji Kontraktowej (ICA), z perspektywy trzeciej osoby, który podróżuje do różnych miejsc na całym świecie, aby wyeliminować zlecane cele. W grze dostępnych jest sześć misji, które osadzone są w Dubaju, Dartmoor w Wielkiej Brytanii, Berlinie, Chongqing, Mendozie w Argentynie oraz w Rumunii. W trakcie misji można zabić swój cel na różne sposoby, jednak najlepiej oceniane są ciche zabójstwa. Za wykonanie zadań gracz otrzymuje punkty doświadczenia. Awansując na wyższy poziom można odblokować takie rzeczy jak nowa broń, nowa pozycja startowa na mapie czy trucizna.
Usługa World of Assasination pozwala na import lokacji i postępu z dwóch poprzednich odsłon. Twórcy umieścili w grze tzw. trwałe skróty, nową funkcję w serii. Każdy etap zawiera pewną liczbę początkowo zamkniętych drzwi, które można otworzyć tylko z jednej strony. Po odblokowaniu te drzwi pozostają otwarte we wszystkich przyszłych rozgrywkach, umożliwiając szybsze dotarcie do początkowo zamkniętych lokacji.

## Odbiór
Leon Hurley z GamesRadar+ przyznał grze 4,5 na 5 gwiazdek, chwaląc zabawne i pomysłowe morderstwa, piękne poziomy do odkrycia i niesamowite budowanie świata i nazwał to zgrabnym i zabawnym zakończeniem trylogii. Redaktor z serwisu Gry-Online pochwalił główny wątek fabularny. W przeciwieństwie do poprzednich odsłon nie pełni on tylko roli tła, ale ma wpływ na przebieg kolejnych misji i cele agenta 47.